# Нарусава

35°28′53″ пн. ш. 138°42′24″ сх. д. / 35.48139° пн. ш. 138.70667° сх. д.
Наруса́ва (яп. 鳴沢村, なるさわむら, МФА: [naɾusawa muɾa]) — село в Японії, в повіті Мінамі-Цуру префектури Яманасі. Станом на 1 квітня 2009 площа села становила 89,56 км². Станом на 1 липня 2011 населення села становило 2948 осіб.